# All-Star Team (FIFA)
All-Star Team da Copa do Mundo FIFA é uma seleção escolhida pelo grupo de estudos técnicos da entidade máxima do futebol ao final de cada Copa do Mundo, existente desde 1990. A equipe técnica é composta, em sua maioria, de jornalistas da Europa e da América do Sul. Os jogadores são escolhidos entre as equipes que competem na Copa do Mundo da FIFA pela sua excelência na posição que jogar para a equipe nacional.
| Copa do mundo           | Goleiros                                            | Defesores                                                                                               | Meio - campistas                                                                                         | Atacantes/Avançados                                                            |
| ----------------------- | --------------------------------------------------- | --- | --- | ------------------------------------------------------------------------------ |
| 1930 Uruguai            | Enrique Ballesteros                                 | José Nasazzi Milutin Ivković                                                                            | Luis Monti Álvaro Gestido José Leandro Andrade                                                           | Pedro Cea Héctor Castro Héctor Scarone Guillermo Stábile Bert Patenaude        |
| 1934 Itália             | Ricardo Zamora                                      | Jacinto Quincoces Eraldo Monzeglio                                                                      | Luis Monti Attilio Ferraris Leonardo Cilaurren                                                           | Giuseppe Meazza Raimundo Orsi Enrique Guaita Matthias Sindelar Oldřich Nejedlý |
| 1938 França             | František Plánička                                  | Pietro Rava Alfredo Foni Domingos da Guia                                                               | Michele Andreolo Ugo Locatelli                                                                           | Silvio Piola Gino Colaussi György Sárosi Gyula Zsengellér Leônidas             |
| 1950 Brasil             | Roque Máspoli                                       | Erik Nilsson José Parra Víctor Rodríguez Andrade                                                        | Obdulio Varela Bauer                                                                                     | Alcides Ghiggia Zizinho Ademir Jair Juan Alberto Schiaffino                    |
| 1954 Suíça              | Gyula Grosics                                       | Ernst Ocwirk Djalma Santos José Santamaría                                                              | Fritz Walter József Bozsik                                                                               | Helmut Rahn Nándor Hidegkuti Ferenc Puskás Sándor Kocsis Zoltan Czibor         |
| 1958 Suécia             | Harry Gregg                                         | Djalma Santos Bellini Nílton Santos                                                                     | Danny Blanchflower Didi                                                                                  | Pelé Garrincha Just Fontaine Raymond Kopa Gunnar Gren                          |
| 1962 Chile              | Viliam Schrojf                                      | Djalma Santos Cesare Maldini Nilton Santos Karl-Heinz Schnellinger                                      | Didi Zagallo Zito                                                                                        | Vavá Garrincha Amarildo Leonel Sánchez                                         |
| 1966 Inglaterra         | Gordon Banks Lev Yashin                             | George Cohen Bobby Moore Vicente Silvio Marzolini                                                       | Franz Beckenbauer Coluna Bobby Charlton                                                                  | Florian Albert Uwe Seeler Eusébio                                              |
| 1970 México             | Ladislao Mazurkiewicz                               | Carlos Alberto Piazza Franz Beckenbauer Giacinto Facchetti                                              | Gérson Roberto Rivellino Bobby Charlton                                                                  | Pelé Gerd Müller Jairzinho                                                     |
| 1974 Alemanha Ocidental | Sepp Maier                                          | Berti Vogts Ruud Krol Franz Beckenbauer Paul Breitner Elías Figueroa                                    | Wolfgang Overath Kazimierz Deyna Johan Neeskens                                                          | Rob Rensenbrink Johan Cruijff Grzegorz Lato                                    |
| 1978 Argentina          | Ubaldo Fillol                                       | Berti Vogts Ruud Krol Daniel Passarella Alberto Tarantini                                               | Dirceu Teofilo Cubillas Rob Rensenbrink                                                                  | Roberto Bettega Paolo Rossi Mario Kempes                                       |
| 1982 Espanha            | Dino Zoff                                           | Luizinho Júnior Claudio Gentile Fulvio Collovati                                                        | Zbigniew Boniek Falcão Michel Platini Zico                                                               | Paolo Rossi Karl-Heinz Rummenigge                                              |
| 1986 México             | Harald Schumacher                                   | Josimar Manuel Amoros Júlio César                                                                       | Jan Ceulemans Jean Tigana Michel Platini Diego Maradona                                                  | Preben Elkjær Larsen Emilio Butragueño Gary Lineker                            |
| 1990 Itália             | Sergio Goycochea                                    | Andreas Brehme Paolo Maldini Franco Baresi                                                              | Diego Maradona Lothar Matthäus Dragan Stojkovic Paul Gascoigne                                           | Salvatore Schillaci Roger Milla Jürgen Klinsmann                               |
| 1994 EUA                | Michel Preud'homme                                  | Jorginho Márcio Santos Paolo Maldini                                                                    | Dunga Krasimir Balakov Gheorghe Hagi Tomas Brolin                                                        | Romário Hristo Stoichkov Roberto Baggio                                        |
| 1998 França             | José Luis Chilavert Cláudio Taffarel Fabien Barthez | Roberto Carlos Marcel Desailly Lilian Thuram Frank de Boer Carlos Gamarra                               | Dunga Rivaldo Michael Laudrup Zinédine Zidane Edgar Davids David Beckham                                 | Ronaldo Nazário Davor Šuker Brian Laudrup Dennis Bergkamp                      |
| 2002 Coreia-Japão       | Oliver Kahn Rüştü Reçber                            | Roberto Carlos Sol Campbell Fernando Hierro Hong Myung-bo Alpay Özalan                                  | Rivaldo Ronaldinho Michael Ballack Claudio Reyna Yoo Sang-chul                                           | Ronaldo Miroslav Klose El Hadji Diouf Hasan Şaş                                |
| 2006 Alemanha           | Gianluigi Buffon Jens Lehmann Ricardo               | Roberto Ayala John Terry Lilian Thuram Philipp Lahm Fabio Cannavaro Gianluca Zambrotta Ricardo Carvalho | Zé Roberto Patrick Vieira Zinédine Zidane Michael Ballack Andrea Pirlo Gennaro Gattuso Luís Figo Maniche | Hernán Crespo Thierry Henry Miroslav Klose Francesco Totti Luca Toni           |
| 2010 África do Sul      | Iker Casillas                                       | Maicon Philipp Lahm Carles Puyol Sergio Ramos                                                           | Bastian Schweinsteiger Wesley Sneijder Andrés Iniesta Xavi                                               | David Villa Diego Forlán                                                       |
| 2014 Brasil             | Manuel Neuer                                        | Stefan de Vrij Mats Hummels Thiago Silva Marcos Rojo                                                    | Oscar Philipp Lahm Toni Kroos James Rodríguez                                                            | Arjen Robben Thomas Müller                                                     |
| 2018 Rússia             | Thibaut Courtois                                    | Raphaël Varane Diego Godín Thiago Silva Marcelo                                                         | Luka Modrić Philippe Coutinho Kevin De Bruyne                                                            | Harry Kane Kylian Mbappé Cristiano Ronaldo                                     |